# Salvatore Masiello
Salvatore Masiello (* 31. Januar 1982 in Neapel) ist ein italienischer ehemaliger Fußballspieler.

## Karriere
Salvatore Masiello begann seine Karriere im Jahr 1999 beim SSC Venedig, für dessen Mannschaft er jedoch in zwei Jahren nur einen Einsatz in der Serie B erhielt. Daraufhin unterzeichnete der Abwehrspieler beim Drittligisten AC Lumezzane. Dort etablierte er sich sogleich als wichtiger Bestandteil des Teams und sicherte sich einen Stammplatz. Im Sommer 2003 wechselte er zum Ligakonkurrenten US Palermo, bei dem er in seiner ersten Saison 18 Partien in der Serie B absolvierte. Für die Saison 2004/05 wurde er zu Piacenza Calcio verliehen.
Nach überzeugenden Leistungen kehrte er im Sommer 2005 wieder nach Palermo zurück. Masiello bestritt nur noch zwei Partien für Palermo und wurde danach zu Udinese Calcio verkauft, die ihn für die komplette Spielzeit 2006/07 zum FC Messina verliehen. Bei Messina erkämpfte er sich einen Stammplatz, stieg zum Saisonende jedoch mit der Mannschaft als Tabellenletzter aus der Serie A ab und kehrte erneut zu Udinese zurück. Der Verteidiger wechselte erneut auf Leihbasis den Verein und schloss sich dem Zweitligisten Vicenza Calcio an. Nachdem er auch dort als Leistungsträger fungierte, folgte ein Jahr später erneut die Rückkehr zu Udinese Calcio.
Im Sommer 2008 unterzeichnete Masiello bei der AS Bari. In seiner ersten Saison mit den Apuliern stieg er mit der Mannschaft als Erstplatzierter in die Serie A auf.